# Mekelermeer

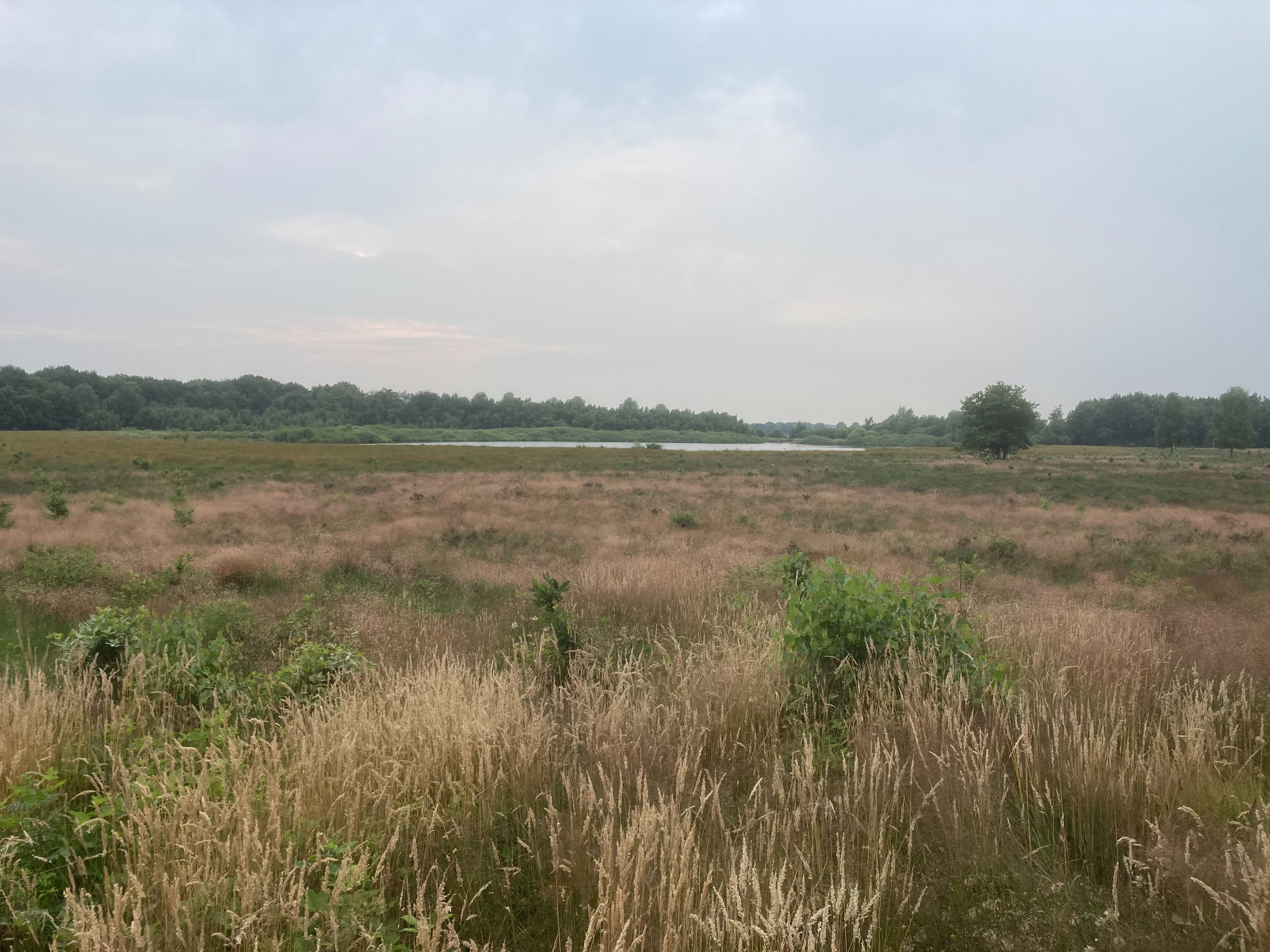
Mekelermeer en omgeving

Het Mekelermeer is een meertje in de Nederlandse provincie Drenthe. Het ligt een kilometer ten noordoosten van Nieuw-Balinge en maakt organisatorisch deel uit van Boswachterij Gees.
Het meertje is een pingoruïne, het overblijfsel van een pingo. Het is ontstaan in de laatste ijstijd in Nederland, het Weichselien. Het meertje is ovaal van vorm met een diameter van 200 meter. De waterdiepte is in het midden zes meter, maar onder de waterbodem ligt nog zes meter meerafzetting. Doordat het meertje oorspronkelijk zo diep was en de opvulling met sediment heel langzaam gaat, is het meertje altijd te diep gebleven voor veenvorming. Bij veel andere pingoruïnes in Nederland is dat wel gebeurd. Omdat het Mekelermeer nooit is uitgeveend of uitgebaggerd, is het meersediment onverstoord gebleven.
Het Mekelermeer is, samen met het Drentse Esmeer en het Gelderse Uddelermeer, een van de weinige grote pingoruïnes die al sinds het einde van de laatste ijstijd als meer of ven in het Nederlandse landschap aanwezig is.
Het meertje lag eeuwenlang verlaten in een onafzienbaar groot heidelandschap. Vanaf de negentiende eeuw is dat geleidelijk veranderd. Aan de westkant zijn heide en veen verdwenen en hebben plaatsgemaakt voor uitgestrekte akkers. Aan de oostkant werden de bossen van de boswachterij Gees aangelegd. Ten oosten van het Mekelermeer ligt een klein heideveld, dat nog een beeld geeft van het oude landschap. Toen in 1929 was de zomer uitermate droog was werd water uit het Mekelermeer gebruikt om het nabijgelegen kanaal, de 'Verlengde Middenraai', van water te voorzien. Dit had tot gevolg dat de oevers van het meer plaatselijk instortten, daarnaast zijn ook delen van de oevers vergraven of opgehoogd.  Het meertje werd in de 20e eeuw gebruikt als recreatieplas en visgebied. Eigenaar Staatsbosbeheer heeft na aankoop van zes hectare grond een groot deel van het Mekelermeer in oude staat hersteld en de waterhuishouding verbeterd. Daardoor is het waterpeil gestegen en stroomt er geen met meststoffen vervuild water het meertje in. Het is sinds 2015 een provinciaal aardkundig monument in een beschermd natuurgebied.
Het gebied rond het Mekelermeer is vrij toegankelijk op wegen en paden. Het Mekelermeer is te bereiken door vanuit Nieuw-Balinge in oostelijke richting de Koekoeksdijk en vervolgens de weg Mekelermeer in te rijden. Vandaar gaat een zandweg en fietspad naar het noorden langs de bosrand naar het meer. De zandweg is afgesloten voor gemotoriseerd verkeer.
Er is een wandelroute ‘Gees – Mekelermeer’ van 4,5 kilometer die te verlengen is tot 7,5 kilometer.

## Naam
In 1811-1813 wordt gesproken over Mekeler Meer, in 1851-1855 over Mekel Meer en vanaf 1865 over Mekelermeer. De herkomst van de naam is onduidelijk. Mekel zou slaan op de grootte (mekel = groot), maar zou ook een verbastering kunnen zijn van de persoonsnaam Michaël.